# Węgorzewo
Węgorzewo (tidigare polskt namn: Węgobork; tyska: Angerburg; litauiska: Ungura) är en stad på knappt 12 000 invånare i Polen, inte långt ifrån gränsen till Ryssland (Kaliningrad oblast), nära sjön Mamry. Det är en populär turiststad och under somrarna hålls ett flertal festivaler i staden. 
Staden grundades av Tyska orden. Under andra världskriget förstördes 80 procent av alla byggnader i Węgorzewo, som tillsammans med hela södra Ostpreussen blev en del av Polen efter kriget.
Andreas Hillgruber och Herbert Jankuhn föddes i staden.